# Haploscoloplos robustus
Haploscoloplos robustus är en ringmaskart som först beskrevs av Addison Emery Verrill 1873.  Haploscoloplos robustus ingår i släktet Haploscoloplos och familjen Orbiniidae. Inga underarter finns listade i Catalogue of Life.